# Аль-Несур
«Аль-Несур» (англ. Al-Nesoor) — суданский футбольный клуб из города Омдурман. Форма команды состоит из оранжево-зелёной футболки, белых шорт и зелёных гетр.

## История
Клуб основан 1942 году. Команда выступала в чемпионате Судана на протяжении шести сезонов, начиная с дебютного в 2011 году, когда заняла 8-е место. Наилучший результат «Аль-Несур» показал в следующем сезоне, завершив его на пятой строчке. В 2016 году команда замкнула турнирную таблицу, заняв 18-е место, после чего прекратила участие в высшем дивизионе.
Крупнейшими поражениями в чемпионате стали игры 26 марта 2014 года против «Аль-Меррейха» из Омдурмана (1:7) и 1 апреля 2016 года против «Аль-Ахли» из Шенди (0:6).
В Кубке Судана клуб однажды дошёл до полуфинала — это произошло в 2011 году. Кроме того, «Аль-Несур» трижды выходил в четвертьфинал турнира — в 2013, 2015 и 2016 годах.
В составе команды в разное время играли футболисты, имеющие опыт выступления за национальную сборную Судана, такие как Аммар Кано, Каптаин Башир и Мунир Юнес. В 2012 году на Кубок африканских наций непосредственно из «Аль-Несура» был вызван Мохамед Муса.